# Nyár a városban
A Nyár a városban (eredeti cím: Summer in the City) 1970-ben bemutatott, fekete-fehér német filmdráma, Wim Wenders rendezésében, Hanns Zischler főszereplésével.

## Cselekmény
A történet Münchenben kezdődik. A főszereplő Hansot kiengedik a börtönből, egy férfi várja és veszi fel egy autóval, aki bejelenti, hogy találkoznia kell egy bizonyos Jonasszal. Hans egy ürüggyel kiszáll az autóból, és először céltalanul bolyong a lepusztult utcákon, majd barátoknál száll meg, de kiderül, hogy követik, nyilvánvalóan a volt bandája. Egy berlini barátjához menekül, és elmeséli neki a börtönben töltött időt és egy könyvről beszél, amelyet olvas. Véletlenül felfedezik, hogy egy Berlinben készült újságfotón szerepel, így azt a várost is gyorsan el kell hagynia. Először New Yorkba akar menni, de az utazás megszervezése túl sokáig tartana, ezért a történet végén Amszterdamba repül.

## Szereplők
- Hanns Zischler – Hans
- Edda Köchl – Edda
- Libgart Schwarz – Lipgart
- Marie Bardischewski – Marie
- Gerd Stein – gengszter
- Muriel Werner – gengszter
- Christian Thiele – Christian
- Helmut Färber – önmaga